# Iglesia de San Miguel Arcángel (Andaluz)
La iglesia de San Miguel, declarada monumento histórico-artístico, se encuentra en Andaluz (provincia de Soria, Castilla y León, España). Se trata de una iglesia de origen románico que consta de varios estilos arquitectónicos cuya construcción se inició a mediados del siglo XII, siendo muy reformada posteriormente.
Construida en el siglo XII, contaba originalmente con una sola nave y un ábside semicircular, habituales en el arte románico. En el siglo XIII se le añadió una galería porticada, característica de las iglesias románicas castellanas. Se conserva su parte sur (ocho arcos) y una sección de la oeste (dos). Los capiteles de la galería se hayan labrados y los canecillos del techo de la galería muestran motivos diversos.
Entre los siglos XVI y XVIII fue reformada ampliamente hasta alcanzar su aspecto actual: se eleva la nave, se demuele el ábside románico, sustituyéndose por una construcción rectangular, y se añaden la torre y la sacristía.
Actualmente en el interior se pueden contemplar restos encontrados durante las excavaciones del edificio como: capiteles, canecillos o estelas.